# Klein-Wien
Klein-Wien ist ein kleiner Ort am Fuße des Göttweiger Bergs in der Gemeinde Furth bei Göttweig im Bezirk Krems-Land, Niederösterreich.
Der Name „Klein-Wien“ (die Schreibung schwankt, zusammen oder mit Bindestrich) deutet auf Kirchenbesitz hin – er leitet sich vom althochdeutschen „Wihen“ (Weihen) ab. Er hat nichts mit der Stadt Wien zu tun, deren Namen sich wiederum vom Wienfluss herleitet - der Gleichklang ist zufällig und hängt etymologisch nicht zusammen.

## Geschichte
Im Adressbuch von Österreich waren im Jahr 1938 in Klein-Wien ein Gastwirt, eine Pension und ein Sägewerk verzeichnet.
Bis 12. Dezember 2015 wurde die Bahnhaltestelle Klein-Wien an der Bahnstrecke Herzogenburg–Krems von Regionalzügen bedient.

## Sehenswürdigkeiten
Am Berghang steht die St.-Blasius-Kirche, umgeben von einem kleinen Waldfriedhof. Im Jänner 2004 wurden unter der Kirche romanische Fundamente aus dem 11. Jahrhundert entdeckt. Die heutige Kirche wurde im gotischen Stil um 1435 gebaut und mit dem Fresko „Christus und die zwölf Apostel“ geschmückt. Dieses Fresko wurde ebenfalls kürzlich freigelegt und restauriert.
Der Ava-Turm genannte Wohnturm gilt der Legende nach als Wohnsitz der Dichterin Ava, stammt aber erst aus dem Spätmittelalter.
Die Villa Betonia von Carlo von Boog aus dem Jahr 1901 ist die erste aus Beton errichtete Villa Österreichs.

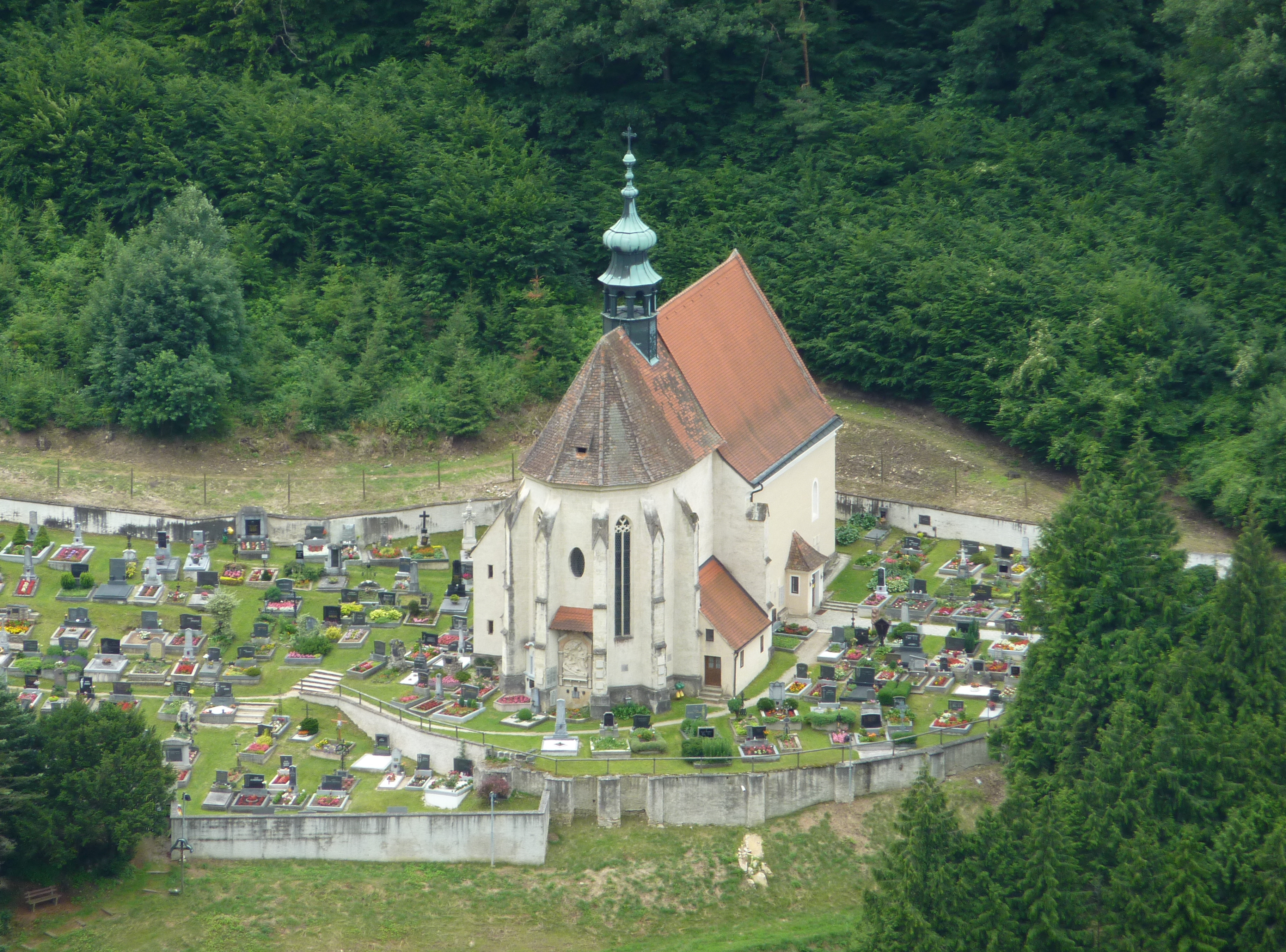
St.-Blasius-Kirche
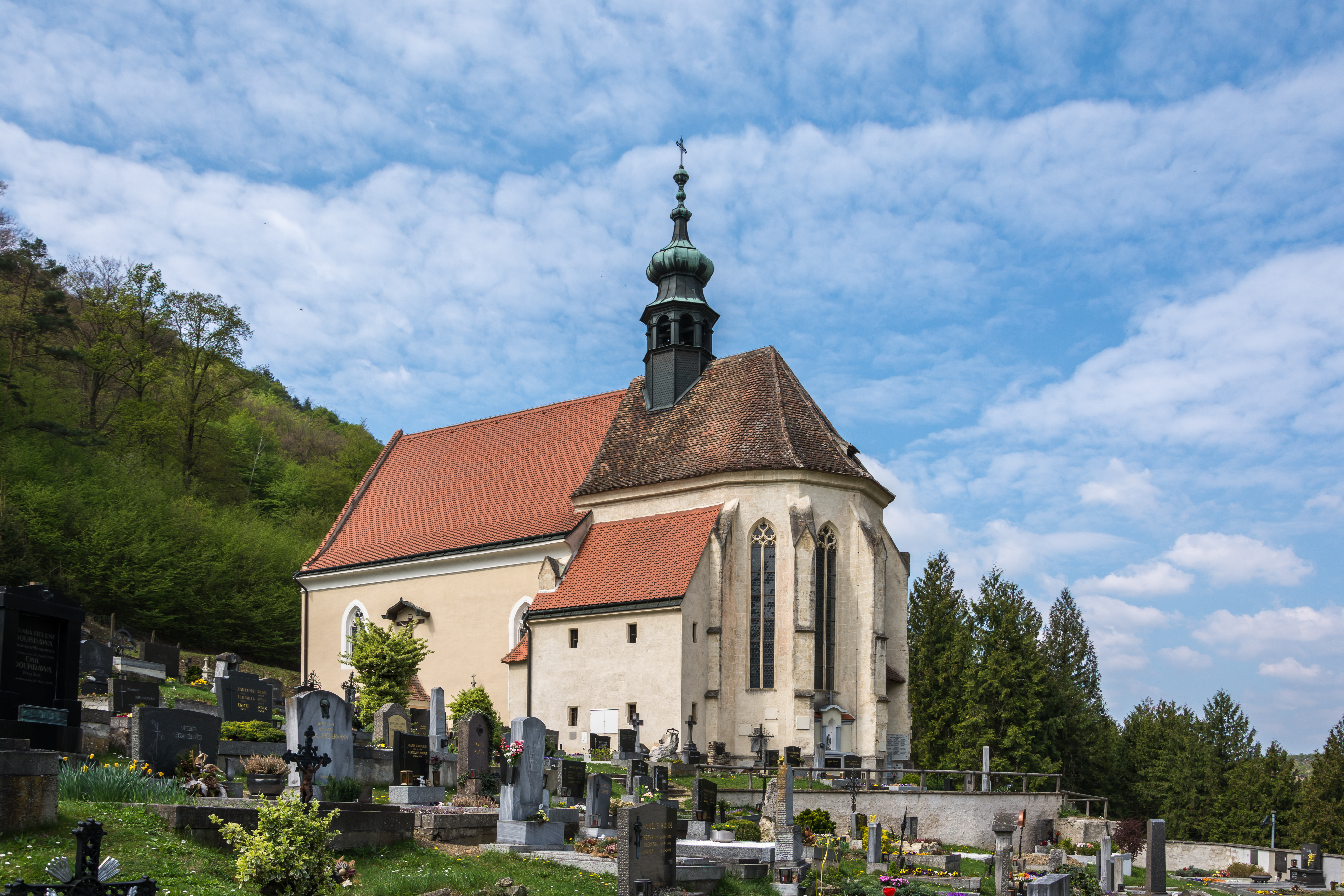
St.-Blasius-Kirche mit Friedhof
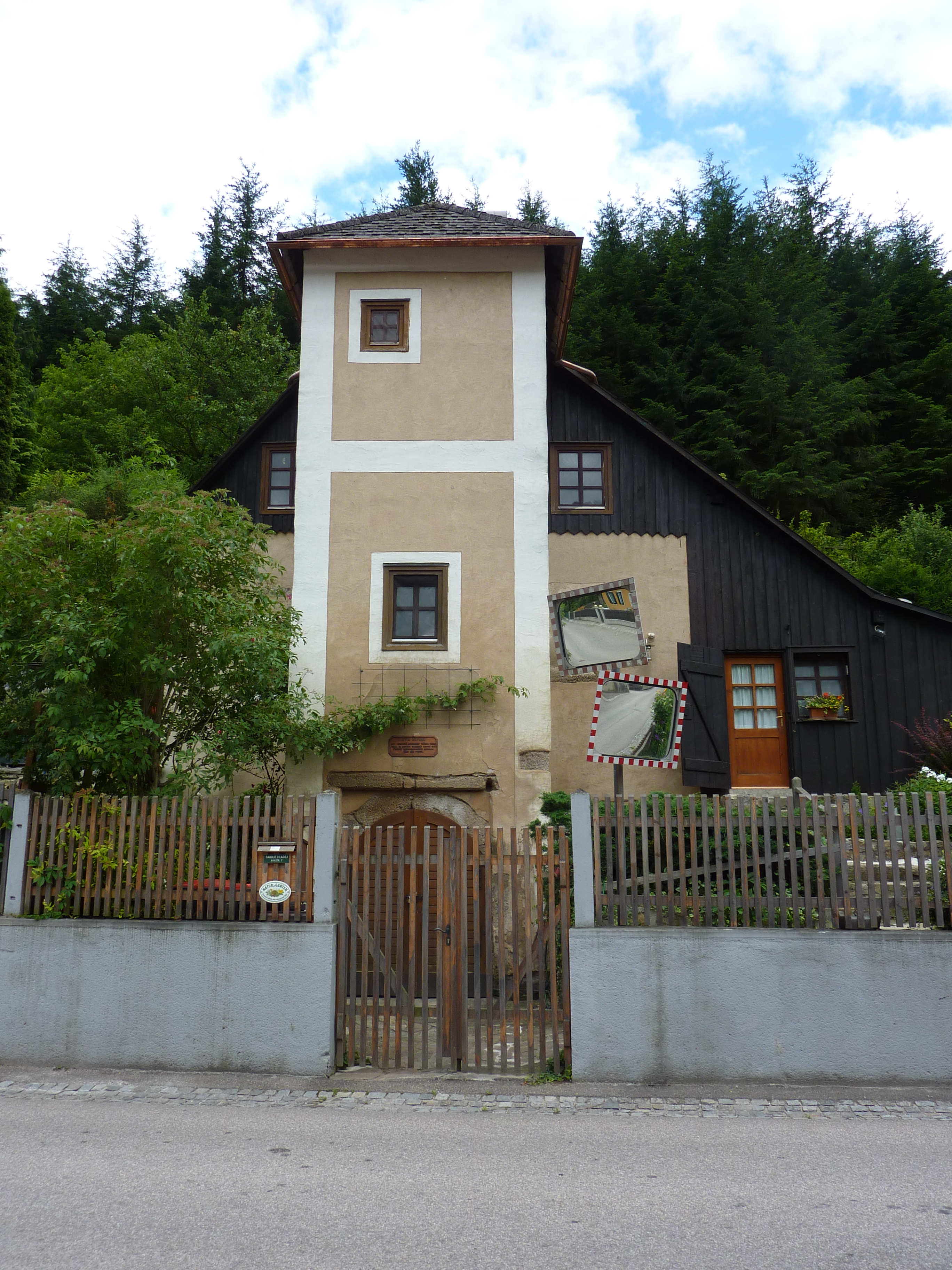
Ava-Turm
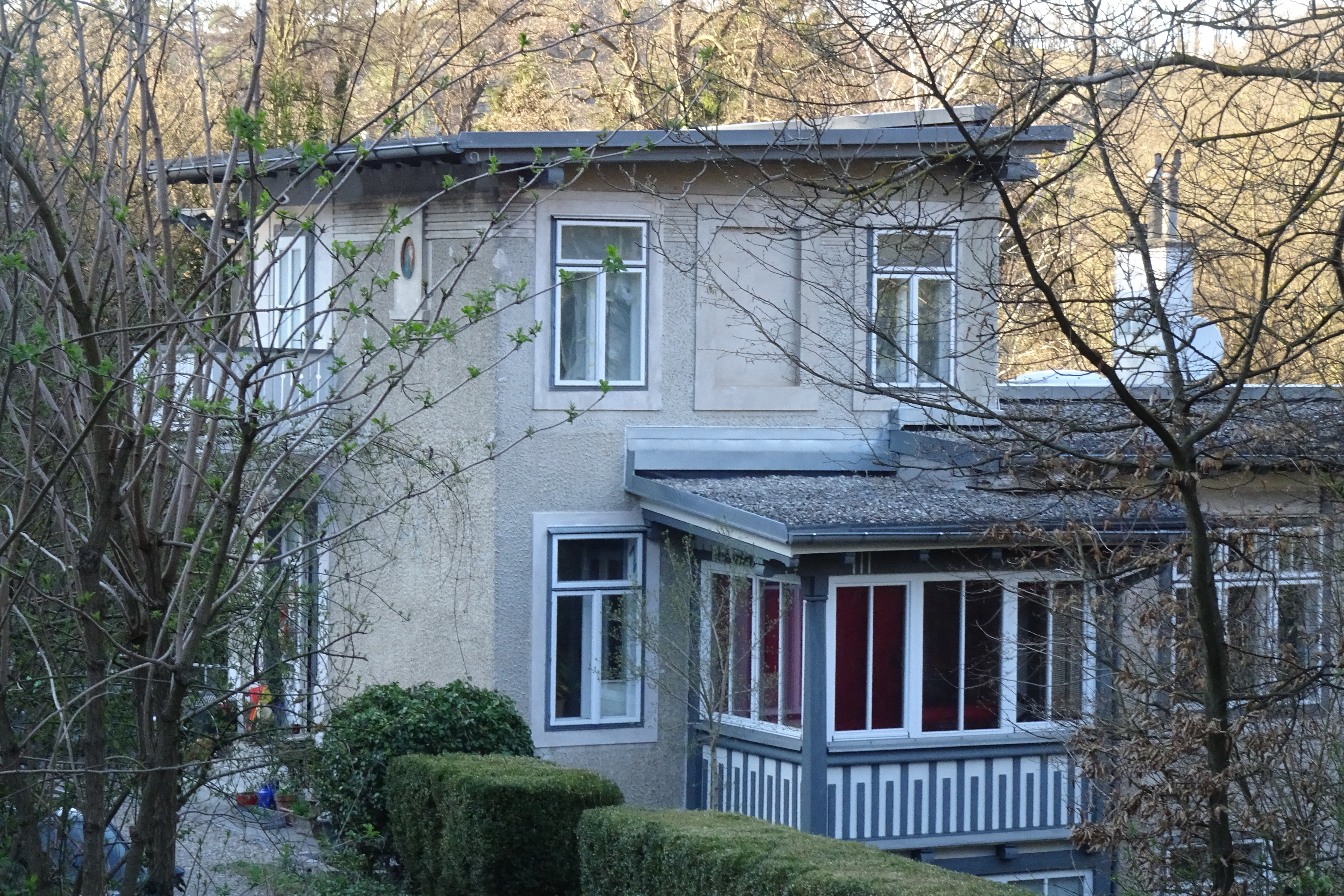
Villa Betonia
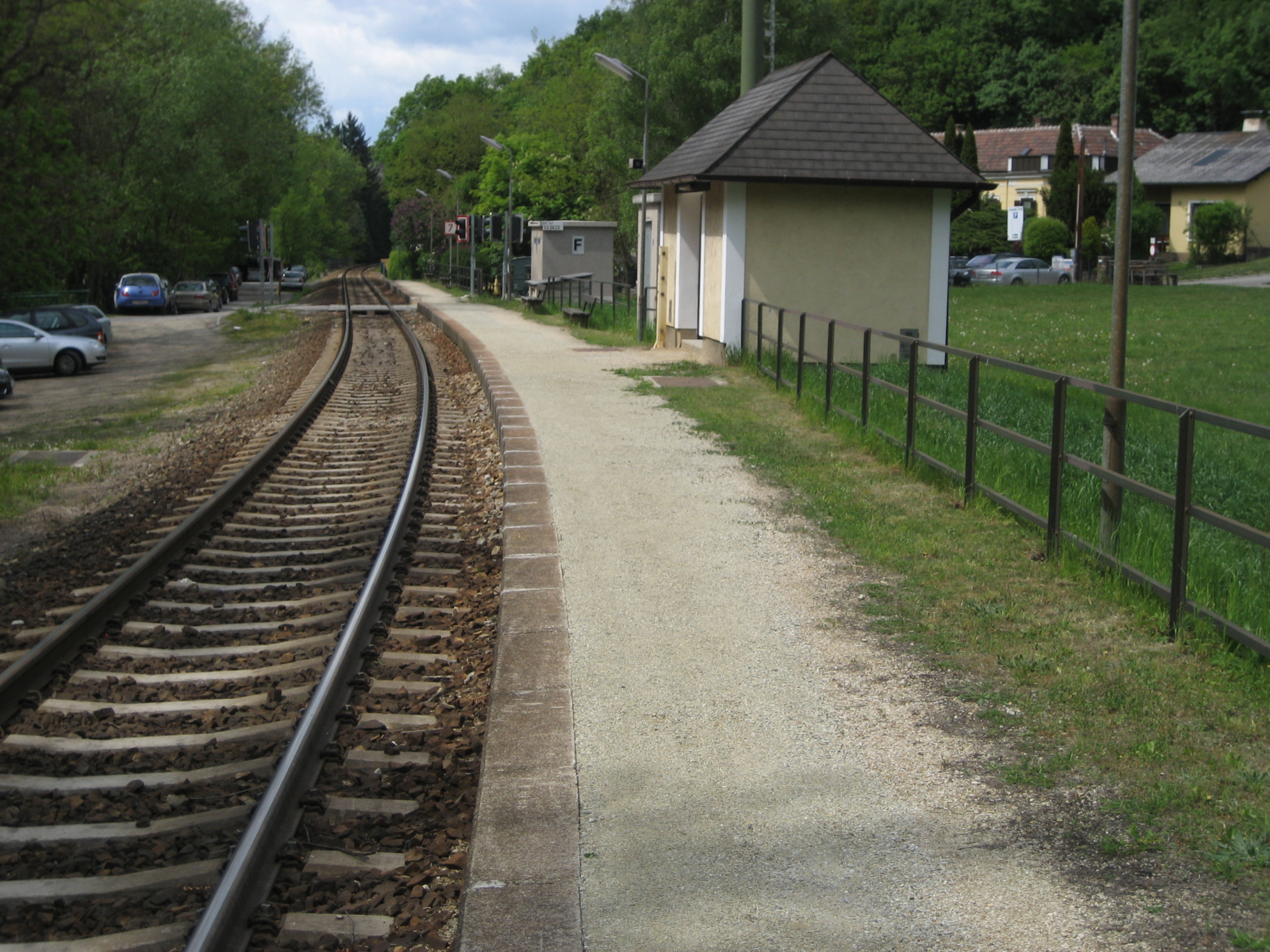
Ehemalige Bahnhaltestelle Klein-Wien

## Persönlichkeiten
- Ava von Göttweig (um 1060–1127), frühe deutschsprachige Dichterin, verstarb vermutlich im Ort